# Lembosz
A lembosz (ógörög λέμβος, latin lembus) ókori illír hadihajó, gálya, amely egyes források szerint egy, mások szerint két evezősoros volt. Az alacsony szabadoldalú, kis méretű és könnyű, gyorsan és csöndesen manőverezhető lembosz az evezősökön túl ötven harcos szállítására volt alkalmas. Eredetileg a dalmátok hajója volt, amely később az Adriai-tenger illír kalózainak közkedvelt hajótípusa lett. Az i. e. 3. században az ardiata Agrón illír király száz lemboszt vetett be Medion felszabadításakor, Teuta királyné pedig Élisz, Messzéné, Phoiniké, Issza, Epidamnosz, Apollónia és Kerküra ostrománál, valamint a paxoszi tengeri csatánál vette hasznukat. Pharoszi Démétriosz és Szkerdilaidasz i. e. 221–220 fordulóján szintén kilencven lembosszal indultak Pülosz ostromára. A Róma ellen hadat viselő V. Philipposz makedón király i. e. 216-ban illír hajóácsokat fogadott fel, és száz lemboszt építtetett velük, amelyek az első római–makedón háború idején, i. e. 214–205-ben már a makedón flotta kötelékében harcoltak. III. Pleuratosz i. e. 189-ben hatvan lemboszból álló flottával dúlta végig az aitóliai partokat. A harmadik római–illír háború idején, i. e. 170 körül a rómaiak 54 lemboszt zsákmányoltak Genthiosz illír királytól és vettek használatba Epidamnosznál. A háború végéig összesen 220 illír lembosz került a rómaiak birtokába. A hajótípus egyes szerkezeti elemeit saját hadigályáik tervezésénél is figyelembe vették. A lembosz jelentőségét mutatja, hogy ábrázolása a Genthiosz által veretett pénzérmékre is felkerült, innen ismertek orr-részének, tatjának és evezősorának formai sajátosságai.